# Iwan Wikström
Iwan Erik Wikström, född 19 september 1887 i Östersund, död 29 juli 1965, var en svensk borgmästare.

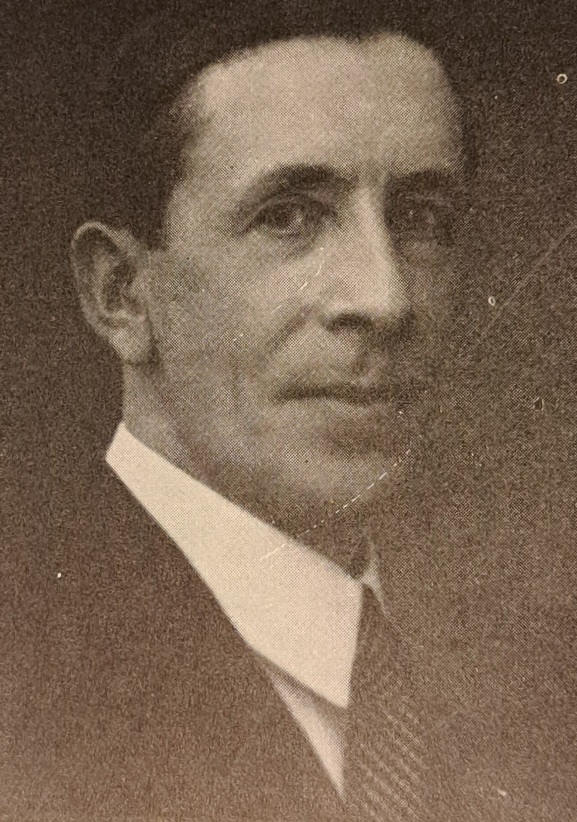
Iwar Wikström (1887-1965)

Wikström, som var son till bankkamrer Erik Wikström och Olava Jonsson, blev juris kandidat vid Uppsala universitet 1912, genomförde tingstjänstgöring i Jämtlands västra domsaga 1916, var e.o. landskontorist i Jämtlands län 1912–1917, vice och t.f. auditör 1916–1924, sekreterare hos stadsfullmäktige och drätselkammaren i Östersunds stad 1917–1919, hos direktionen för Östersunds hospital 1915–1933, brottmålsrådman och notarius publicus i Östersund 1917 och borgmästare 1933–1952.
Wikström var ledamot av Jämtlands läns landsting 1939–1942, inspektor för Östersunds kommunala flickskola 1938–1951, ordförande i anstaltsnämnden i Östersund 1946–1957, i Grötingen 1955–1957 och i Ulriksfors 1957. Han var ordförande i föreningen Gamla Östersund 1928–1959, Svenska handelsbankens kontor i Östersund 1933–1958, Jämtlands läns folkbildningsförbund 1938–1952, kommittén till utgivning av fornhandlingar rörande Jämtlands län från 1927, Jämtlands läns bibliotek 1946–1951 och Sällskapet för utgivning av Jämtlands och Härjedalens historia från 1958.
Wikström är begravd på Norra begravningsplatsen i Östersund.